# Galanthus
Galanthus L. es un género de unas 20 especies de plantas herbáceas, perennes y bulbosas, originarias de Europa y Asia y perteneciente a la familia Amaryllidaceae. La especie más popular de este género es la "Campanilla de Invierno" (Galanthus nivalis).

## Descripción

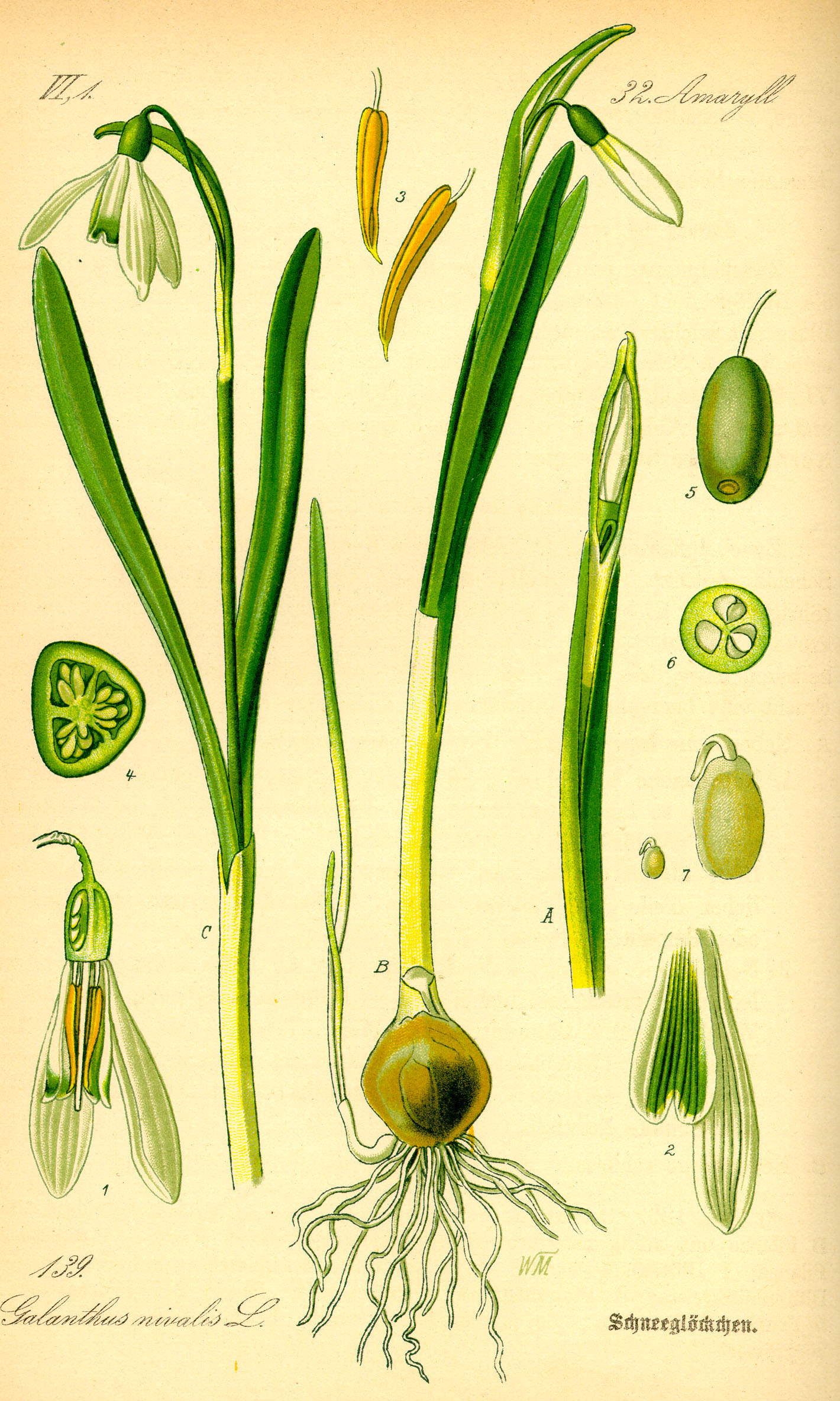
Ilustración de Galanthus nivalis, aspecto general, hojas, bulbo, flor y fruto.

Las plantas de las diferentes especies de Galanthus son  pequeñas (15-30 cm de altura), provistas de bulbo, con hojas lanceoladas o lineares y flores solitarias, péndulas, blancas, en la extremidad de un escapo erecto,  áfilo y sólido. Las flores son actinomorfas, hermafroditas. El perigonio está compuesto por 6 tépalos unidos entre sí en la base formando un tubo. Los tres tépalos externos son más largos que los internos y son obovados, emarginados o bilobulados. Las flores tienen 6 estambres, con los filamentos cortos y las anteras alargadas. El ovario es ínfero, globoso, trilocular, con los lóculos pluriovulados. El estilo es subulado, el estigma es pequeño. El fruto es una cápsula dehiscente de tres valvas.

## Usos
Se utilizan varias especies de Galanthus como plantas ornamentales en jardines, tales como Galanthus nivalis y Galanthus elwesii.

## Taxonomía
El género fue descrito por  Carolus Linnaeus y publicado en Species Plantarum 1: 545. 1753. La especie tipo es: Galanthus nivalis
Etimología
Galanthus; nombre genérico que deriva de las palabras griegas: gala = "leche" y anthos = "flor", que se refiere al color blanco de sus flores.

## Referencias

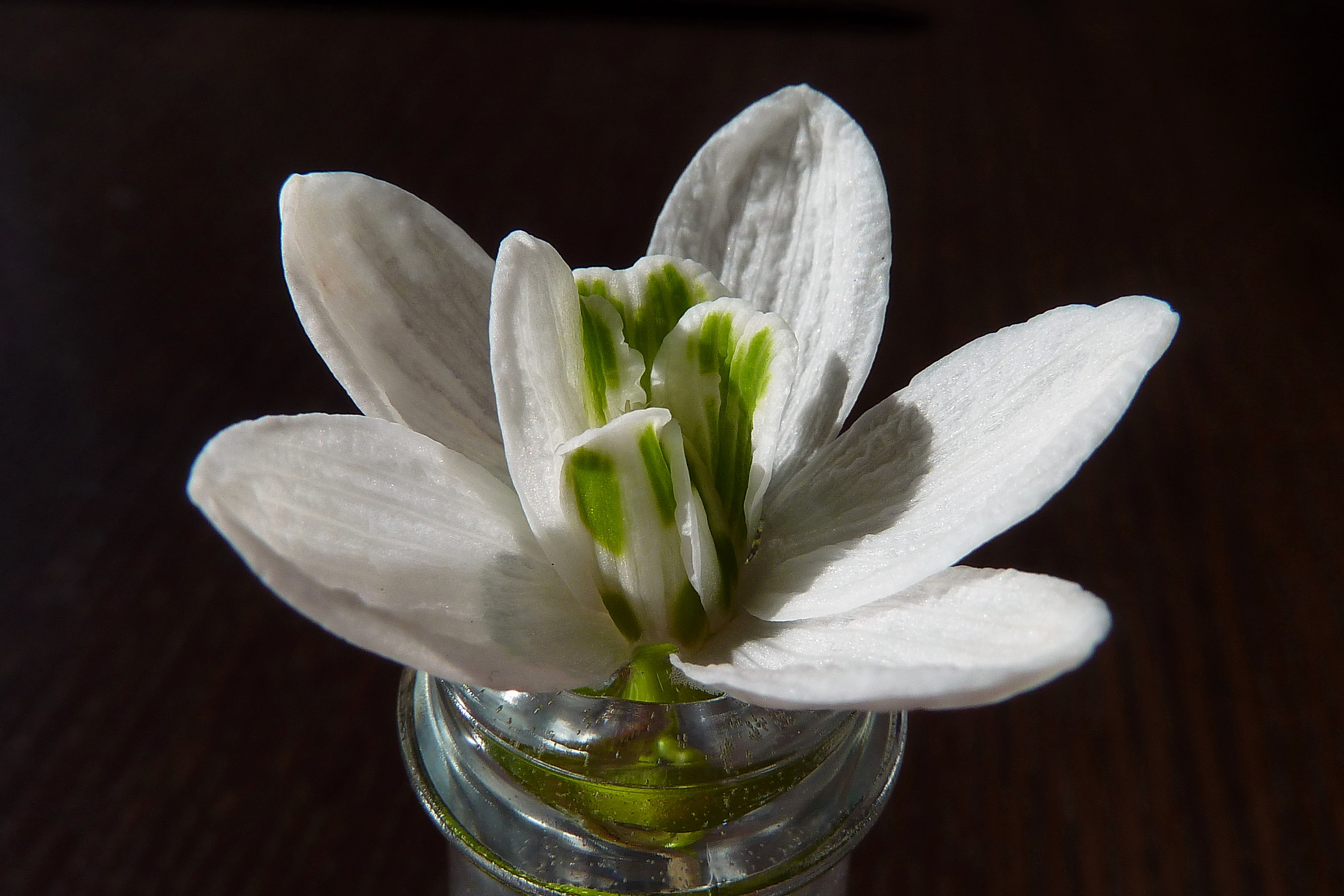
Galanthus nivalis con seis pétalos

## Especies
| - Galanthus x allenii - Galanthus alpinus - Galanthus caucasicus - Galanthus fosteri - Galanthus elwesii - Galanthus gracilis - Galanthus ikariae - Galanthus imperati | - Galanthus lagodechianus - Galanthus latifolius - Galanthus nivalis - Galanthus peshmenii - Galanthus platyphyllus - Galanthus plicatus - Galanthus reginae-olgae - Galanthus rizehensis - Galanthus woronowii |